# Ilhas Kai
As ilhas Kai (também ilhas Kei) (em indonésio:  Kepulauan Kai ou atau Kei) são um arquipélago da Indonésia localizado no mar de Banda, na parte sul-oriental das ilhas Molucas, na província de Molucas. A área total das ilhas Kai é de 1438 km².

## Geografia

Mapa topográfico das ilhas Kai

Os habitantes das ilhas designam-nas Nuhu Evav (ilhas Evav) ou Tanat Evav (terra Evav), mas são conhecidas pelos nativos das ilhas da região como Kei. «Kai» é na realidade uma ortografia neerlandesa da época colonial que ainda persiste em livros baseados em fontes antigas.
As ilhas Kai estão nos limites do mar de Banda, a sul da península de Doberai da Nova Guiné, a oeste das ilhas Aru, e a nordeste das ilhas Tanimbar. O pequeno grupo chamado ilhas Tayandu (também Tahayad) está logo a oeste.
O grupo das ilhas Kai compreende numerosas ilhas, sendo as principais as seguintes:
- Kai Besar (Nuhu Yuut ou Nusteen) (Grande Kei), com 550 km², ilha montanhosa e densamente florestada;
- Kai Kecil (Nuhu Roa ou Nusyanat) (Pequena Kei), com 399 km², é a mais povoada e plana, e é um recife de coral levantado;
- Tanimbar Kei ou Tnebar Evav;
- Kei Dulah ou Du;
- Dulah Laut ou Du Roa;
- Kuur;
- Taam;
- grupo das ilhas Tayandu (Tahayad).

A capital é a cidade de Tual, na sua maioria habitada por muçulmanos. Perto de Langgur está o centro do Cristianismo na região. Kei é famosa pela beleza das suas praias, por exemplo Pasir Panjang.
As ilhas Kei são parte da Wallacea, grupo de ilhas indonésias que estão separadas por águas profundas tanto da plataforma continental da Ásia como da Austrália, e nunca estiveram vinculadas a ambos os continentes. Em resultado, as ilhas Kei têm poucos mamíferos nativos e fazem parte da ecorregião de floresta húmida caducifólia das ilhas do Mar de Banda.

## Economia
O solo de Kei Kecil é pobre. A queima é comum. Em Trepang pratica-se a pesca e em Kei Kecil há pérolas cultivadas.